# Gary Fleet
Gary Fleet (Upperhutt, 1948. január 29. –) új-zélandi nemzetközi labdarúgó-játékvezető.

## Pályafutása
A NZF Játékvezető Bizottságának (JB) minősítésével 1980-tól az Premiership játékvezetője. Küldési gyakorlat szerint rendszeres partbírói szolgálatot is végzett. A kor elvárása szerint a küldés szerinti egyes számú partbíró játékvezetői sérülésnél átvette a mérkőzés irányítását. A nemzeti játékvezetéstől 1992-ben visszavonult.
Az Új-zélandi labdarúgó-szövetség JB terjesztette fel nemzetközi játékvezetőnek, a Nemzetközi Labdarúgó-szövetség (FIFA) 1982-től tartotta nyilván bírói keretében. A FIFA JB központi nyelvei közül az angolt beszéli. Több nemzetek közötti válogatott (Labdarúgó-világbajnokság), valamint Trans-Tasman Cup klubmérkőzést vezetett, vagy működő társának partbíróként segített. A nemzetközi játékvezetéstől 1992-ben búcsúzott.
Az 1989-es U16-os labdarúgó-világbajnokságon a FIFA JB bíróként foglalkoztatta.
| Időpont          | Helyszín                | Mérkőzés típusa              | Mérkőzés   | Eredmény | Nézők száma |
| ---------------- | ----------------------- | ---------------------------- | ---------- | -------- | ----------- |
| 1989. június 14. | Fir Stadion, Motherwell | csoportmérkőzés (A. csoport) | Ghána–Kuba | 2 – 2    | 13 500      |

Az 1990-es labdarúgó-világbajnokság és az 1994-es labdarúgó-világbajnokság selejtezőiben a FIFA JB az Óceániai Labdarúgó-szövetség (OFC) zónában játékvezetőként alkalmazta. 
| Időpont            | Helyszín                          | Mérkőzés típusa                               | Mérkőzés                                       | Eredmény | Nézők száma |
| ------------------ | --------------------------------- | --------------------------------------------- | ---------------------------------------------- | -------- | ----------- |
| 1988. november 20. | Prince Charles Park Stadion, Nadi | (1990 vb) előselejtező (1. forduló)           | Fidzsi-szigetek–Ausztrália                     | 1 – 0    | 6000        |
| 1992. október 4.   | Városi Stadion, Honiara           | (1994 vb) előselejtező (első kör; A. csoport) | Salamon-szigetek–Ausztrál labdarúgó-válogatott | 1 – 2    | 38 000      |

1983-ban Ausztrália és Új-Zéland az OFC Nemzetek Kupája sorozat megszűnésével megállapodott, hogy a Trans-Tasman Cupa keretében rendszeresen megmérkőznek egymással.
| Időpont           | Helyszín                                        | Mérkőzés típusa | Mérkőzés                                                     | Eredmény | Nézők száma |
| ----------------- | ----------------------------------------------- | --------------- | ------------------------------------------------------------ | -------- | ----------- |
| 1986. október 25. | Mount Smart Stadion, Auckland                   | első mérkőzés   | Új-Zéland–Asztrál labdarúgó-válogatott                       | 1 – 1    | 3156        |
| 1991. május 12.   | Queensland Sport and Athletics Centre, Auckland | első mérkőzés   | Új-zélandi labdarúgó-válogatott–Asztrál labdarúgó-válogatott | 0 – 1    | 8000        |

A magyar labdarúgó-válogatott túráján a NZF JB küldte a találkozó vezetésére.
| Időpont           | Helyszín                                      | Mérkőzés típusa              | Mérkőzés                                     | Eredmény | Nézők száma |
| ----------------- | --------------------------------------------- | ---------------------------- | -------------------------------------------- | -------- | ----------- |
| 1982. február 14. | Queen Elizabeth II Park Stadion, Christchurch | felkészülési (563. mérkőzés) | Új-zélandi labdarúgó-válogatott–Magyarország | 1 – 2    | 20 000      |